# Korea Open 2014
Korea Open 2014 — жіночий професійний тенісний турнір, що проходив на кортах з твердим покриттям. Це був одинадцятий за ліком турнір. Належав до Туру WTA 2014. Відбувся в Сеулі (Південна Корея). Тривав з 13 до 21 вересня 2014 року.

## Очки і призові

### Нарахування очок
| Дисципліна       | П   | Ф   | ПФ  | ЧФ | 1/8 | 1/16 | Q   | Q3  | Q2  | Q1  |
| Одиночний розряд | 280 | 180 | 110 | 60 | 30  | 1    | 18  | 14  | 10  | 1   |
| Парний розряд    | 280 | 180 | 110 | 60 | 1   | Н/Д  | Н/Д | Н/Д | Н/Д | Н/Д |

### Призові гроші
| Дисципліна       | П        | Ф       | ПФ      | ЧФ     | 1/8    | 1/161  | Q3     | Q2     | Q1   |
| Одиночний розряд | $111,139 | $55,335 | $29,270 | $8,502 | $4,770 | $3,774 | $1,448 | $1,052 | $764 |
| Парний розряд *  | $17,724  | $9,222  | $4,951  | $2,623 | $1,383 | Н/Д    | Н/Д    | Н/Д    | Н/Д  |

1 Кваліфаєри отримують і призові гроші 1/16 фіналу

* на пару

## Учасниці основної сітки в одиночному розряді

### Сіяні
| Країна          | Гравчиня             | Рейтинг1 | Сіяна |
| --------------- | -------------------- | -------- | ----- |
| Польща          | Агнешка Радванська   | 5        | 1     |
| Чехія           | Кароліна Плішкова    | 36       | 2     |
| Чехія           | Клара Коукалова      | 38       | 3     |
| Словаччина      | Магдалена Рибарикова | 41       | 4     |
| США             | Варвара Лепченко     | 43       | 5     |
| Естонія         | Кая Канепі           | 45       | 6     |
| Франція         | Каролін Гарсія       | 46       | 7     |
| Велика Британія | Гезер Вотсон         | 47       | 8     |

- 1 Рейтинг подано станом на 8 вересня 2014

### Інші учасниці
Нижче наведено учасниць, які отримали вайлдкард на участь в основній сітці:
- Чан Су Джон
- Хан На Лае
- Марія Кириленко

Нижче наведено гравчинь, які пробились в основну сітку через стадію кваліфікації:
- Ніколь Гіббс
- Данка Ковінич
- Єлизавета Кулічкова
- Менді Мінелла

### Знялись з турніру
До початку турніру
- Петра Цетковська → її замінила  Юлія Глушко
- Катерина Макарова → її замінила  Крістина Плішкова
- Олена Весніна → її замінила  Лара Арруабаррена

### Завершили кар'єру
- Магдалена Рибарикова (травма лівого кульшового суглобу)

## Учасниці основної сітки в парному розряді

### Сіяні
| Країна            | Гравчиня           | Країна            | Гравчиня          | Рейтинг1 | Сіяна |
| ----------------- | ------------------ | ----------------- | ----------------- | -------- | ----- |
| Китайський Тайбей | Чжань Хаоцін       | Китайський Тайбей | Чжань Юнжань      | 52       | 1     |
| Чехія             | Кароліна Плішкова  | Чехія             | Крістина Плішкова | 110      | 2     |
| Хорватія          | Дарія Юрак         | США               | Меган Мултон-Леві | 115      | 3     |
| Грузія            | Оксана Калашникова | Чехія             | Рената Ворачова   | 143      | 4     |

- 1 Рейтинг подано станом на 8 вересня 2014

### Знялись
- Марія Кириленко (left abdominal strain)

## фінал

### Одиночний розряд
- Кароліна Плішкова —  Варвара Лепченко, 6–3, 6–7(5–7), 6–2

### Парний розряд
- Лара Арруабаррена /  Ірина-Камелія Бегу —  Мона Бартель /  Менді Мінелла, 6-3, 6-3